# .cd
.cd este un domeniu de internet de nivel superior, pentru Republica Democrată Congo (ccTLD).